# Richard Higgins
Richard Brendan Higgins (ur. 22 lutego 1944 w Longford) – amerykański duchowny rzymskokatolicki, biskup pomocniczy archidiecezji Wojskowej Stanów Zjednoczonych Ameryki w latach 2004–2020.

## Życiorys
Święcenia kapłańskie otrzymał 9 marca 1968. Inkardynowany do diecezji Sacramento, przez kilka lat pracował w Roseville oraz w Grand Valley. W 1974 wstąpił do armii amerykańskiej i pracował jako kapelan sił powietrznych.
7 maja 2004 papież Jan Paweł II mianował go biskupem pomocniczym archidiecezji Wojskowej Stanów Zjednoczonych Ameryki oraz biskupem tytularnym Casae Calanae. Sakry biskupiej udzielił mu 3 lipca 2004 w bazylice Niepokalanego Poczęcia w Waszyngtonie abp Edwin O’Brien.
2 stycznia 2020 przeszedł na emeryturę.